# Point Break (2015)
Point Break (prt: Point Break - Caçadores de Emoções; bra: Caçadores de Emoção: Além do Limite) é um filme de ação teuto-sino-americano de 2015, dirigido por Ericson Core, refilmagem da produção homônima de 1991.

## Recepção
O público pesquisado pelo CinemaScore deu ao filme uma nota média de "B" em uma escala de A+ a F.
No consenso do agregador de críticas Rotten Tomatoes diz: "Carregado de ação deslumbrante, mas desprovido de propósito, a refilmagem de Point Break será lembrada como o primeiro filme a fazer o público ansiar pelas presenças simultâneas de Keanu Reeves e Gary Busey." Na pontuação onde a equipe do site categoriza as opiniões da grande mídia e da mídia independente apenas como positivas ou negativas, o filme tem um índice de aprovação de 11% calculado com base em 109 comentários dos críticos. Por comparação, com as mesmas opiniões sendo calculadas usando uma média aritmética ponderada, a nota alcançada é 3,6/10.
Em outro agregador, o Metacritic, que calcula as notas das opiniões usando somente uma média aritmética ponderada de determinados veículos de comunicação em maior parte da grande mídia, tem uma pontuação de 34/100, alcançada com base em 21 avaliações da imprensa anexadas no site, com a indicação de "revisões geralmente desfavoráveis".